# Günter Spörrle
Günter Spörrle (* 2. Februar 1936 in Birkental, Landkreis Oppeln, Provinz Oberschlesien; † 2. April 2024) war ein deutscher Schauspieler.

## Leben
Günter Spörrle erhielt von 1960 bis 1962 privaten Schauspielunterricht bei Friedrich Theuring, Karl Madlener und René Deltgen. 1963 trat er sein erstes Festengagement am Stadttheater Koblenz an, dem er bis 1966 angehörte. Es schloss sich ein weiteres Festengagement an, das Spörrle von 1966 bis 1970 an die Städtischen Bühnen Flensburg führte. Weitere Stationen seiner Bühnenlaufbahn waren neben anderen die Bühne 64 in Zürich, das Staatstheater Darmstadt und das Hamburger Operettenhaus, wo er 1978 unter der Regie von Eberhard Möbius den Zauberer Petrosilius Zwackelmann in einer Bühnenfassung von Otfried Preußlers Räuber Hotzenplotz spielte. Günter Spörrle gastierte darüber hinaus u. a. im Theater im Marstall in München, bei den Luisenburg-Festspielen in Wunsiedel, wiederum in Hamburg am Ernst-Deutsch-Theater, am Theater Bonn und bei den Kreuzgangspielen Feuchtwangen. Dort verkörperte er 1987 im Räuber Hotzenplotz die Titelfigur.
Günter Spörrle wurde in den 1960er Jahren von Regisseur Fritz Umgelter vom Theater zum Film geholt. In über 150 Film-, Fernseh- und Serienrollen vom Verbrecher bis zum Arzt und Geistlichen entwickelte er vor allem das von Wandlungsfähigkeit lebende Genre des Charakterdarstellers (engl. supporting role) weiter. Unter anderem hatte Spörrle Rollen im Marienhof und im Tatort. Zu den bekanntesten Spielfilmen mit ihm gehören Borsalino & Co (1974), Wolfgang Petersens Das Boot (1981) und der 1984 gedrehte Historienfilm Die Wannseekonferenz.
Günter Spörrle war der Vater des Autors Mark Spörrle.

## Filmografie (Auswahl)
- 1970: Merkwürdige Geschichten – Die Kälte einer Sommernacht
- 1971: Hamburg Transit – Blondinen im Schussfeld
- 1972–2003: Tatort
  - 1972: Kennwort Gute Reise (HR)
  - 1975: Die Rechnung wird nachgereicht (HR)
  - 1988: Sein letzter Wille (SDR)
  - 1989: Blutspur (WDR)
  - 1996: Heilig Blut (WDR)
  - 2003: Stiller Tod (SWR)
- 1972: Die Melchiors – Seeräuber in den Bergen
- 1974: Die merkwürdige Lebensgeschichte des Friedrich Freiherrn von der Trenck – König und Kadett
- 1974: Arsène Lupin – Double jeu
- 1974: Motiv Liebe – Öl ins Feuer
- 1974: Im Auftrag von Madame – Wackelkontakt
- 1979: Grandison
- 1981: Das Boot
- 1984: Die Wannseekonferenz
- 1985: Die Krimistunde (Fernsehserie, Folge 14, Episode: „Der Mühe Lohn“)
- 1985: Die Krimistunde (Fernsehserie, Folge 18, Episode: „Ein Toter zuviel“)
- 1985: Polizeiinspektion 1 – Der Wunderheiler
- 1986: Lindenstraße (zwei Folgen)
- 1986: Der Fahnder – Sperrstunde
- 1986: Ein Fall für zwei (Fernsehserie, Folge 46, Episode: „Fasolds Traum“)
- 1989: Brausepulver – Berta und die Stürmer
- 1990: Mit Leib und Seele – Die linke Hand
- 1991: Derrick – Das Lächeln des Dr. Bloch
- 1992: Falsche Zahlen
- 1992–1993: Marienhof (36 Folgen)
- 1994: Der Fahnder – Chefsache
- 1994: Die Gerichtsreporterin – Selbstjustiz
- 1995: Weihnachten mit Willy Wuff – Eine Mama für Lieschen
- 1995: Tödliches Leben
- 1995: Polizeiruf 110
  - 1995: 1A Landeier (WDR)
  - 2006: Mit anderen Augen (BR)
  - 2017: Nachtdienst (BR)
- 1995: Der König – Die zwölfte Nonne
- 1997: Solo für Sudmann (drei Folgen)
- 1997: Der Alte – Folge 232: Große Liebe
- 1997: Wildbach – Tödliche Fehler
- 1998: Der kleine Dachschaden
- 1998: Stürmischer Sommer
- 1998: Zugriff (Fernsehserie)
- 2000: Die Verbrechen des Professor Capellari – Tote schweigen nicht
- 2002: Siska – Eine riskante Beziehung
- 2002: 666 – Traue keinem, mit dem du schläfst!
- 2004: SOKO 5113 – Susannes Trauma
- 2006: Willkommen in Lüsgraf
- 2006: Sturm der Liebe
- 2007: Italien im Herzen
- 2008: Die Rosenheim-Cops – Rendezvous mit Todesfolge
- 2009: SOKO Stuttgart – Saat des Todes
- 2009: Dr. Hope – Eine Frau gibt nicht auf
- 2011: Heiter bis tödlich: Hubert und Staller – Tod aus der Schnabeltasse
- 2012: SOKO 5113 – Abgehauen

## Theaterstücke von Günter Spörrle
- 2011: Tod eines Regisseurs
- 2012: Die Versuchung von nebenan – Komödie